# Cervecería Herold
Die Cervecería Herold war eine Brauerei in den Anden. Sie war die höchstgelegene Brauerei der Welt.

## Geschichte
Friedrich Herold (* 1871; † 1929) stammte aus einer Familie, die sich auf die Herstellung geistiger Getränke verstand. Er war ein Sohn des  württembergischen Küfers Jacob Wilhelm Herold (* 1837; † 1906), der in der Heilbronner Altstadt ein Brauhaus und einen Bierausschank eingerichtet hatte, und ein Bruder des Weinspezialisten Wilhelm Herold (* 1874; † 1945).
Friedrich Herold lernte das Brauerhandwerk und übernahm in den 1890er Jahren zunächst die Brauerei seines Vaters, als dieser sich in den Ruhestand zurückzog. 1904 wanderte er aber nach Bolivien aus. Dort arbeitete er zunächst bei der Comania Nacional de Cervezas in La Paz. Danach kaufte er Tomas Palao eine kleine Brauerei in Peru am Titicacasee ab, die er wenig später an seinen Konkurrenten Gunther veräußerte, um 1912 nach Deutschland zurückzukehren. Dort heiratete er in Gaildorf eine Kaufmannstochter, Elise Emilie Seilacher, deren Schwester Lydia 1896 seinen älteren Bruder Gustav Adolf Herold (* 1868) geheiratet hatte.
Friedrich Herold fuhr wenig später wieder nach Südamerika zurück, um, wohl 1913, eine neue Brauerei in Cerro de Pasco in den Zentralanden zu gründen, die Cervecería Herold. Bald darauf nahm er seinen jüngsten Bruder Emil (* 1880), einen gelernten Bäcker, der seit 1909 in Südamerika lebte, mit ins Geschäft und baute eine weitere Brauerei bei Huancayo auf.
Nach Friedrich Herolds Tod 1929 führte dessen ältester Sohn Heinrich das Unternehmen weiter. Heinrich Herold hatte seine Ausbildung in Schwäbisch Hall bei Carl Lindner absolviert. 1956 verkaufte er die Brauerei, die danach geschlossen wurde.
Die Cervecería Herold braute Bier nach Pilsner Art, außerdem gab es die Biermarken Extracto de Malta, Salvator und Andina.